# Bezirksgericht Dresden (Königreich Sachsen)
Das Bezirksgericht Dresden war von 1855 bis 1879 ein Gericht im Königreich Sachsen mit Sitz in Dresden.

## Geschichte
Mit dem Gesetz, die künftige Einrichtung der Behörden erster Instanz für Rechtspflege und Verwaltung betreffend vom 11. August 1855 wurden die Eingangsgerichte neu geordnet. Die Patrimonialgerichte wurden endgültig aufgelöst, Verwaltung und Rechtsprechung getrennt. Die Details der Verwaltungsreform regelten das sächsische Gerichtsverfassungsgesetz vom 11. August 1855 und die Verordnung über die Bildung der Gerichtsbezirke vom 2. September 1856.
Eingangsgerichte waren nur die Gerichtsämter und Bezirksgerichte. Als mittlere Instanz wurden vier Appellationsgerichte eingerichtet. Oberste Instanz war das Oberappellationsgericht Dresden.
Das Bezirksgericht Dresden war dem Appellationsgericht Dresden nachgeordnet. Das Bezirksgericht war Gerichtsamt für die Stadt Dresden. Daneben waren ihm folgende Gerichtsämter nachgelagert: Gerichtsamt Dresden, Gerichtsamt Radeburg, Gerichtsamt Radeberg, Gerichtsamt Moritzburg, Gerichtsamt Schönfeld, Gerichtsamt Dippoldiswalde, Gerichtsamt Tharandt, Gerichtsamt Döhlen und Gerichtsamt Wilsdruff.
1879 wurden das Bezirksgericht Dresden und seine Gerichtsämter aufgehoben. An deren Stelle wurden Amtsgerichte gebildet. Dies waren Amtsgericht Dresden, Amtsgericht Radeburg, Amtsgericht Radeberg, Amtsgericht Dippoldiswalde, Amtsgericht Tharandt und Amtsgericht Wilsdruff.